# ديفيد ديفيس (لاعب كريكت)
ديفيد ديفيس (12 يناير 1902 - 2 مارس 1995) (بالإنجليزية: David Davis)‏ هو لاعب كريكت نيوزلندي.

## وصلات خارجية
- ديفيد ديفيس على موقع إي آس بي آن كريك إنفو (الإنجليزية)